# グレンデール (哨戒フリゲート)
|          | |
| 艦歴     | |
| 発注     | |
| 起工     | 1943年4月6日 |
| 進水     | 1943年5月28日                                                                                                   |
| 就役     | 1943年10月1日                                                                                                   |
| 退役     | 1951年10月29日                                                                                                  |
| その後   | ソ連に貸与。返還後タイへ貸与。 タイで記念艦として公開。                                                         |
| 除籍     | 1951年11月20日                                                                                                  |
| 性能諸元 | |
| 排水量   | 基準 1,430トン 満載 2,415トン                                                                                   |
| 全長     | 303 ft 11 in (92.6 m)                                                                                           |
| 全幅     | 37 ft 6 in (11.4 m)                                                                                             |
| 吃水     | 13 ft 8 in (4.1 m)                                                                                              |
| 機関     | ボイラー3基 5,500軸馬力 タービン2基 2軸推進                                                                     |
| 最大速力 | 20ノット (37 km/h)                                                                                              |
| 航続距離 | |
| 乗員     | 190名 |
| 兵装     | 3インチ50口径対空砲3門 40mm機関砲 4門 20mm機関砲 9門 ヘッジホッグ 1基 対潜爆雷投射機（Y砲）8基 爆雷投下軌条 2条 |

グレンデール (USS Glendale, PF-36) は、アメリカ海軍の哨戒フリゲート。タコマ級フリゲートの1隻。艦名はカリフォルニア州グレンデールに因む。

## 艦歴
グレンデールは1943年4月6日にカリフォルニア州ウィルミントンのコンソリデーテッド・スチール社で起工した。1943年5月28日にシャーリー・シュリクトマンによって命名、進水し、1943年10月1日に艦長ハロルド・J・ドーブラー沿岸警備隊少佐の指揮下就役した。
南カリフォルニアでの整調に続いて、グレンデールは1944年1月12日にカリフォルニア州サンディエゴを出航、2月17日にオーストラリアのケアンズに到着した。1944年後半までグレンデールはニューギニアを拠点として到着、出航する商船の対潜水艦および対航空機護衛任務に従事した。
9月14日、グレンデールはモロタイ島攻撃部隊に参加するためニューギニアのフンボルト湾を出港し、商船の護衛任務を担当した。9月24日にフンボルト湾に帰還し、ニューギニアとフィリピン間での護衛任務を継続した。
1944年12月5日、ホーランジアからレイテ島に向かう船団護衛任務中にグレンデールは日本軍機の攻撃を受ける。この攻撃で貴重な新型レーダー機材を積んだ貨物船アントワーヌ・ソーグレイン (SS Antoine Saugrain) が沈没し、マーカス・デーリー (SS Marcus Daly) も大きく損傷した。しかしながらグレンデールは残る船団をレイテ島に無事送り届けた。
グレンデールは12月8日にレイテ島を出航し、1945年1月24日にマサチューセッツ州ボストンに到着した。オーバーホール後3月28日にメイン州カスコ湾を出航し、4月26日にワシントン州シアトルに到着する。グレンデールは1945年6月12日にアラスカ州コールド・ベイで退役し、ソ連海軍に引き渡された。艦長のアンブローズ・シムコ少佐は他のソ連貸与艦の艦長と同じく、ソ連から記念の短剣を贈与された。ソ連では「護衛艦」を意味する「EK」の略号が付与され、EK-42 と命名された。
EK-42 は1949年11月16日に横須賀でアメリカ海軍に返還され、1950年10月11日に再就役した。朝鮮戦争中の1950年12月、グレンデールは陸上の国連軍を支援して興南、釜山および仁川の哨戒を行った。グレンデールは韓国海域での戦闘で、大韓民国殊勲部隊章を受章した。1951年10月29日にグレンデールは再び退役し、タイへ貸与される。タイでは Tachin (PF-1) の艦名で就役した。グレンデールは1951年11月20日に除籍された。
グレンデールは第二次世界大戦の戦功で5個の、朝鮮戦争の戦功で4個の従軍星章を受章した。